# Ascalohybris brisi
Ascalohybris brisi är en insektsart som först beskrevs av Navás 1930.  Ascalohybris brisi ingår i släktet Ascalohybris och familjen fjärilsländor. Inga underarter finns listade i Catalogue of Life.